# Vere Ponsonby
Vere Ponsonby, 9 hrabia Bessborough (ur. 27 października 1880 w Londynie  – zm. 10 marca 1956 tamże) – brytyjski polityk, w latach 1931–1935 gubernator generalny Kanady.
Po ukończeniu studiów w Cambridge, podjął karierę prawniczą. W latach 1907–1910 zasiadał w samorządzie swego rodzinnego Londynu, a następnie został wybrany do Izby Gmin z ramienia Partii Konserwatywnej. W 1920, po śmierci swego ojca, odziedziczył tytuł hrabiego Bessborough i znalazł się w Izbie Lordów. Równocześnie rozwijał karierę w biznesie, będąc m.in. wiceprezesem firmy De Beers, dominującej światowy handel diamentami. W 1931 wyjechał do Ottawy, by objąć ceremonialny już wówczas urząd gubernatora generalnego. Po powrocie do Anglii skupił się na działalności przedsiębiorcy. W czasie II wojny światowej był jednym z rzeczników przebywających w Wielkiej Brytanii francuskich uchodźców – uważa się go za jednego z twórców programu pomocy dla nich, realizowanego przez Ministerstwo Spraw Zagranicznych.
Jego syn Eric Ponsonby także został członkiem Izby Lordów i dyplomatą.